# Rochesterská univerzita

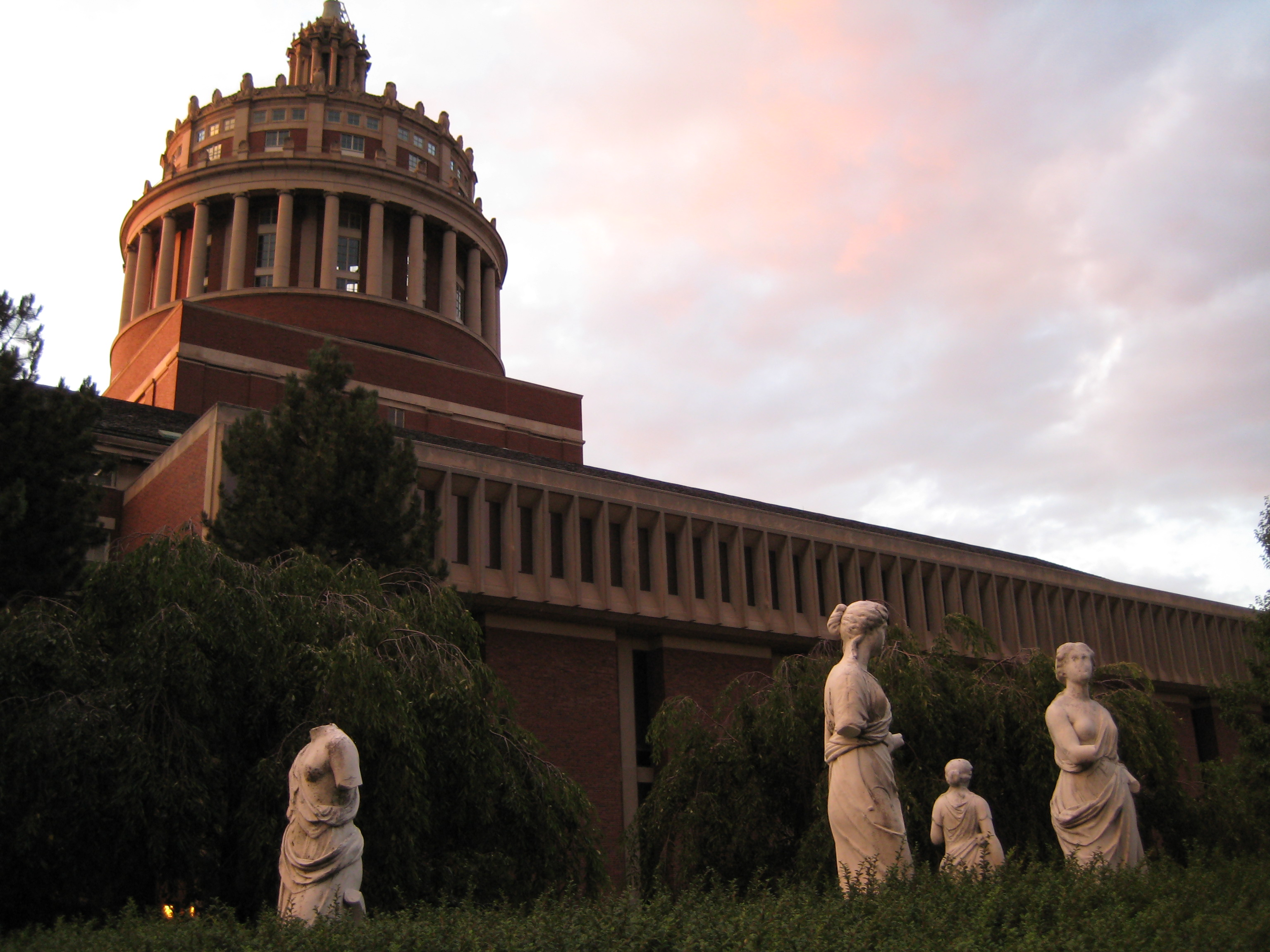
Sochy na jižní straně knihovny Rush Rhees na University of Rochester

Rochesterská univerzita, anglicky University of Rochester, je soukromá vysoká škola v Rochesteru v americkém státě New York. Je členem Asociace amerických univerzit (Association of American Universities).

## Historie
Byla založena v roce 1850.

## Sport
Sportovní týmy University of Rochester se nazývají Yellowjackets. Škola je součástí University Athletic Association.

## Známé osobnosti
- Steven Chu – nositel Nobelovy ceny za fyziku, 1997, ministr energetiky USA
- Vincent du Vigneaud – nositel Nobelovy ceny za chemii, 1955
- Daniel Carleton Gajdusek – nositel Nobelovy ceny za medicínu, 1976
- Edward Gibson – americký vědec, kosmonaut
- Arthur Kornberg – nositel Nobelovy ceny za medicínu, 1959
- Masatoši Košiba – nositel Nobelovy ceny za fyziku, 2002
- Larry Kudlow – americký finanční analytik, 1969
- Arthur Miller – americký esejista a dramatik